# Западнобачки окръг
Западнобачкият окръг (на сръбски: Западнобачки округ или Zapadnobački okrug; на хърватски: Zapadnobački okrug; на унгарски: Nyugat Bácskai Körzet; на словашки: Západnobáčsky okres; на румънски: Districtul Backa de Vest; на русински: Заходнобачки окрух) е разположен в северозападната част на Сърбия, в историческата област Бачка, Автономна област Войводина. Адмимистративен център на окръга е Сомбор, а населението му наброява 215 916 души (2002).

## Административно деление
Западнобачкият окръг е съставен от 4 общини:
- Град Сомбор
- Община Апатин
- Община Оджаци
- Община Кула

## Население
Според последното преброяване на населението в Западнобачки окръг живеят 215 916 души от следните етнически групи:
- сърби (62,91%)
- унгарци (10,19%)
- хървати (6,05%)
- черногорци (4,29%)
- югославяни (3,21%)
- русини (2,58%)
- буневци (1,31%)